# Antonio Martos Ortiz
Antonio Martos Ortiz, posługujący się pseudonimem Ony (z zespołem) lub Balhen (solowo) (ur. 19 lutego 1981 w Walencji) – hiszpański piosenkarz i kompozytor, były wokalista zespołu D’Nash.

## Życiorys

### Kariera muzyczna
D’Nash
Od 2005 roku Otriz był członkiem hiszpańskiego zespołu D’Nash. Wraz z grupą reprezentował Hiszpanię na 52. Konkursie Piosenki Eurowizji w 2007 roku z utworem „I Love You Mi Vida”. Wydał wraz z nimi  dwa albumy studyjne: Capaz de Todo (jeszcze jako Nash) oraz Todo Va a Cambiar. Odszedł z grupy we wrześniu 2008 roku. Powrócił w 2014 roku, występując z D’Nash na koncercie w Madrycie.
Kariera solowa
Solowo artysta występuje jako Balhen. 12 października 2017 roku wydał pod tym pseudonimem debiutancki album studyjny 13-06 poprzez wytwórnie Meta i Pasarela.
Mecanlife
W latach 2014–2015 był związany z zespołem Mecanlife, który stworzył z Patrizią Navarro, Javim Motą i Karol.

### Działalność pozamuzyczna
Antonio Martos Ortiz po odejściu z zespołu pracował m.in. jako nauczyciel bikram yogi i pilatesu.

## Dyskografia
Albumy studyjne
| Rok  | Dane dot. albumu                                                                                       |
| ---- | --- |
| 2017 | 13-06 - Wydany: 12 października 2017 - Wytwórnia: Meta, Pasarela - Format: digital download, streaming |

Utwory dla innych artystów
| Rok  | Wykonawca    | Album | Utwór        | Uwagi  | Źr.    |
| ---- | ------------ | ----- | ------------ | ------ | ------ |
| 2009 | María Isabel | –     | „De qué vas” | muzyka | [ 11 ] |

Wraz z zespołem D’Nash